# Giuseppe Piermarini
Giuseppe Piermarini, italijanski arhitekt, * 18. julij 1734, Foligno, † 18. februar 1808, Foligno.
Piermarini je bil italijanski arhitekt, ki se je izobraževal z Luigijem Vanvitellijem v Rimu in je oblikovali operno hišo La Scala v Milanu (1776-78), po kateri je tudi najbolj znan. Dejansko "il Piermarini" služi občasno kot evfemizem za slovito operno hišo. Piermarini je bil imenovan za profesorja na Akademiji za likovno umetnost Brera, bolj znano kot Akademija Brera v Milanu, ko je bila uradno ustanovljena leta 1776.

## Življenjepis
Piermarini se je rodil v Foligno, takrat del papeške države. Bil je Vanvitellijev sodelavec v Caserti, 1765-1769, ko je odšel v Milano. Iz svoje milanske baze je reorganiziral Univerzo v Pavii (1770) in palačo za Accademia di Scienze e Belle Lettere ali Accademia Virgiliana v Mantovi (1773), kjer je oblikoval tudi pročelje sosednjega Teatro Bibiena. Zasnoval je notranjost dvorane Marije Terezije v Biblioteca Braidense v Milanu. 
S sklepom Habsburžanov ga je trajno namestil milanski nadvojvoda in mu naročil rekonstrukcijo vojvodske palače pri sosednji stolnici kot ustrezno mesto za stalno prebivališče in izgradnjo popolnoma deželnega novega sedeža v bližini Monze.
Za kraljevo palačo v Milanu se je Piermarini uspešno izogniti konkurenci bogato gotske stolnice pred svojo trezno klasicistično fasado (1773-80) in ustvaril Piazzetta Reale, kot del svojih urbanističnih projektov v središču mesta. Za Kraljevo vilo v Monzi (1776 dalje) je zaporedoma prilagajal spremembe iz prvotne vile za užitek, v sedež dvora. Leta 1779 je bil Piermarini uradno imenovan za cesarskega arhitekta, katerega položaj je v resnici zasedal že več let.
V več zaporednih letih so z rekonstrukcijami spremenili notranjost operne hiše Teatro alla Scala, tako da le splošni Piermarinijev tloris in njegova fasada tisto, kar je ostalo od njegovega oblikovanja.
Piermarinijevo manjše delo v Milanu sta tudi Palača Greppi (1772-1778) in Palača Belgioioso (1772-1781). Pri Parabiagu, mu je njegov prijatelj in uspešni mizar Giuseppe Maggiolini,  naročil postaviti novo fasado za Chiesa Prepositurale dei Santi Gervasio e Protasio (1780). Prav tako je zasnoval Villo Tittoni Traversi.
Leta 1798 se je vrnil v rodni Foligno, kjer je opravil nekaj sprememb v Duomo in pripravil projekt za Cappella del Sacramento v cerkvi San Lorenzo v Spellu. Med njegovimi učenci je bil Giacomo Albertolli, nečak Piermarinijevega sodelavca pri štukaturni dekoraciji palač, Giocondo Albertollija. Giacomo ga je nasledil kot profesor arhitekture na Akademiji Brera.  Umrl je v Folignu leta 1808.